# Minong
Minong ist eine Gemeinde (mit dem Status „Village“) im Washburn County im US-amerikanischen Bundesstaat Wisconsin. Im Jahr 2010 hatte Minong 527 Einwohner.
In Minong wurde 1986 der bekannte Fleischsnackhersteller Jack Link’s gegründet.

## Geografie
Minong liegt im Nordwesten Wisconsins am Shell Creek, der über den Totagatic River, den Namekagon River und den Saint Croix River zum Stromgebiet des Mississippi gehört. Die Grenze zu Minnesota verläuft rund 40 km westlich.
Die geografischen Koordinaten von Minong sind 46°05′58″ nördlicher Breite und 91°49′30″ westlicher Länge. Das Gemeindegebiet erstreckt sich über eine Fläche von 3,88 km² und wird vollständig von der Town of Minong umgeben, ohne dieser anzugehören. 
Die Nachbarorte von Minong sind Gordon (18,4 km nördlich), Springbrook (29 km südöstlich) und Trego (23,1 km südlich).
Die nächstgelegenen größeren Städte sind Duluth am Oberen See in Minnesota (89 km nordnordwestlich), Wausau (295 km südöstlich), Green Bay am Michigansee (443 km in der gleichen Richtung), Wisconsins Hauptstadt Madison (442 km südsüdöstlich), Eau Claire (161 km südlich) und die Twin Cities (Minneapolis und Saint Paul) in Minnesota (210 km südwestlich).

## Verkehr
In Nord-Süd-Richtung verläuft der vierspurig ausgebaute U.S. Highway 53 entlang der westlichen Gemeindegrenze von Minong. Auf Höhe des Zentrums kreuzt der Wisconsin State Highway 77. Alle weiteren Straßen sind untergeordnete Landstraßen, teils unbefestigte Fahrwege sowie innerörtliche Verbindungsstraßen.
In Nord-Süd-Richtung verläuft auf der Trasse einer ehemaligen Eisenbahnstrecke mit dem Wild Rivers State Trail ein Rail Trail für Wanderer, Reiter und Radfahrer. Der Weg kann außerdem mit Quads benutzt werden. Im Winter kann der Wanderweg auch mit Langlaufski und Schneemobilen befahren werden.
Die nächsten Flughäfen sind der Duluth International Airport (98 km nordnordwestlich), der Chippewa Valley Regional Airport in Eau Claire (156 km südsüdöstlich) und der Minneapolis-Saint Paul International Airport (223 km südwestlich).

## Bevölkerung
Nach der Volkszählung im Jahr 2010 lebten in Minong 527 Menschen in 238 Haushalten. Die Bevölkerungsdichte betrug 135,8 Einwohner pro Quadratkilometer. In den 238 Haushalten lebten statistisch je 2,21 Personen. 
Ethnisch betrachtet setzte sich die Bevölkerung zusammen aus 93,0 Prozent Weißen, 0,4 Prozent Afroamerikanern, 0,4 Prozent amerikanischen Ureinwohnern, 0,2 Prozent (eine Person) Asiaten sowie 4,6 Prozent aus anderen ethnischen Gruppen; 1,5 Prozent stammten von zwei oder mehr Ethnien ab. Unabhängig von der ethnischen Zugehörigkeit waren 6,1 Prozent der Bevölkerung spanischer oder lateinamerikanischer Abstammung. 
25,2 Prozent der Bevölkerung waren unter 18 Jahre alt, 53,0 Prozent waren zwischen 18 und 64 und 21,8 Prozent waren 65 Jahre oder älter. 48,0 Prozent der Bevölkerung waren weiblich.
Das mittlere jährliche Einkommen eines Haushalts lag bei 44.375 USD. Das Pro-Kopf-Einkommen betrug 22.245 USD. 9,6 Prozent der Einwohner lebten unterhalb der Armutsgrenze.